# Chris Engler
Christopher Aaron Engler, detto Chris (Stillwater, 1º marzo 1959), è un ex cestista statunitense, professionista nella NBA, in Italia e in Svezia.

## Carriera
È stato selezionato dai Golden State Warriors al terzo giro del Draft NBA 1982 (60ª scelta assoluta).